# Анна Гавронська
Анна Гавронська (пол. Anna Gawrońska; нар. 24 березня 1979, Польща) — польська футболістка та тренерка, нападниця «Медика» (Конін) та національної збірної Польщі.

## Клубна кар'єра
Футбольну кар'єру розпочала в познанській «Атені». У 2004 році перейшла до «Медика». У футболці конінського клубу шість разів вигравала кубок Польщі (2004/2005, 2005/2006, 2007/2008, 2012/2013, 2013/2014, 2014/2015) та двічі вигравала Екстраклясу (2013/2014, 2014/2015). У 2006 та 2008 роках ставала найкращою бомбардиркою чемпіонату Польщі.

## Кар'єра в збірній
У збірній Польщі дебютувала 12 жовтня 2002 року, загалом же провела 25 матчів, відзначилася 6-ма голами. Учасниця кваліфікації чемпіонату Європи 2005 та Чемпіонату світу 2007 (8 матчів, 3 м'ячі), а також кваліфікації чемпіонату Європи 2009 року.
У 2016 році знову отримала виклик до національної збірної Польщі.

## Кар'єра тренерки
У січні 2011 року почала працювати тренеркою. Разом з Ніною Паталон очолювала першу команду «Медика».

## Досягнення

### Клубні
«Медик» (Конін)
- Екстракляса
  -  Чемпіон (3): 2013/14, 2014/15, 2015/16

- Кубок Польщі
  -  Володар (6): 2004/05, 2005/06, 2007/08, 2012/13, 2014/15, 2015/16

### Індивідуальні
- Найкраща бомбардирка Екстракляси (3): 2005/06 (11 голів), 2007/08 (25 голів), 2015/16 (23 голів)